# Campeonato Paraense 2022
El Campeonato Paraense de Fútbol 2022 fue la 110.ª edición de la primera división de fútbol del estado de Pará. El torneo fue organizado por la Federação Paraense de Futebol (FPF). El torneo comenzó el 26 de enero y finalizó el 6 de abril.
Remo se consagró campeón tras vencer 4-3 en el acumulado global de la final a su clásico rival, Paysandu, consiguiendo así su título estadual número 47.

## Sistema de juego

### Primera fase
Los 12 equipos, son divididos en tres grupos de 4 cada uno. Cada club enfrenta a una sola rueda a todos los clubes de los otros dos grupos, haciendo así 8 fechas en total. Una vez terminada la primera fase, los dos primeros clasificados de cada grupo junto a los dos mejores terceros avanzan a los cuartos de final.
Los dos equipos con menor puntaje en la tabla combinada de los tres grupos descienden a la Segunda División.

### Segunda fase
- Cuartos de final: Los enfrentamientos se emparejan con respecto al puntaje de la primera fase, de la siguiente forma:
  - 1.º vs. 8.º
  - 2.º vs. 7.º
  - 3.º vs. 6.º
  - 4.º vs. 5.º

- Semifinales: Los enfrentamientos se jugarán de la siguiente forma:
  - (1.º vs. 8.º) vs. (4.º vs. 5.º)
  - (2.º vs. 7.º) vs. (3.º vs. 6.º)

- Definición por el tercer puesto: La disputan los dos perdedores de las semifinales.

- Final: La disputan los dos ganadores de las semifinales.

- Nota 1: Todas las llaves en esta fase se juegan a partidos de ida y vuelta.
- Nota 2: En caso de empate en puntos y diferencia de goles en cualquier llave, se definirá en tanda de penales.

### Clasificaciones
- Copa de Brasil 2023: Clasifican los dos finalistas del campeonato y el ganador de la definición por el tercer puesto.
- Copa Verde 2023: Clasifican los dos finalistas del campeonato.
- Serie D 2023: Clasifican los dos mejores equipos de la tabla acumulada que no disputen la Serie A, Serie B o Serie C en la temporada 2022 o la Serie C en 2023.

## Equipos participantes
| Equipo          | Ciudad      | Estadio           | Capacidad | Posición 2021      | Títulos (último) |
| --------------- | ----------- | ----------------- | --------- | ------------------ | ---------------- |
| Águia de Marabá | Marabá      | Zinho de Oliveira | 5000      | 8.º                | 0                |
| Amazônia        | Santarém    | Mamazão           | 5000      | 1.º (2.ª división) | 0                |
| Bragantino      | Bragança    | Diogão            | 5000      | 7.º                | 0                |
| Caeté           | Bragança    | Diogão            | 5000      | 2.º (2.ª división) | 0                |
| Castanhal       | Castanhal   | Modelão           | 4000      | 4.º                | 0                |
| Independente    | Tucuruí     | Navegantão        | 8200      | 6.º                | 1 (2011)         |
| Itupiranga      | Itupiranga  | Zinho de Oliveira | 5000      | 5.º                | 0                |
| Paragominas     | Paragominas | Arena Verde       | 10 000    | 10.º               | 0                |
| Paysandu        | Belém       | Curuzu            | 16 200    | Campeón            | 49 (2021)        |
| Remo            | Belém       | Baenão            | 13 792    | 3.º                | 46 (2019)        |
| Tapajós         | Santarém    | Mamazão           | 5000      | 9.º                | 0                |
| Tuna Luso       | Belém       | Souza             | 6000      | 2.º                | 10 (1988)        |

| Crecimiento | Equipos provenientes del Campeonato Paraense de Segunda División 2021. |

## Primera fase

### Grupo A
| Pos. | Equipo          | Pts. | PJ | G | E | P | GF | GC | Dif. | Clasificación          |
| ---- | --------------- | ---- | -- | - | - | - | -- | -- | ---- | ---------------------- |
| 1    | Paysandu        | 17   | 8  | 5 | 2 | 1 | 14 | 6  | +8   | Fase final.            |
| 2    | Águia de Marabá | 12   | 8  | 3 | 3 | 2 | 10 | 9  | +1   | Fase final.            |
| 3    | Paragominas     | 7    | 8  | 1 | 4 | 3 | 8  | 10 | −2   | Descenso de categoría. |
| 4    | Amazônia        | 5    | 8  | 1 | 2 | 5 | 4  | 9  | −5   | Descenso de categoría. |

 Fuente: FPF
Criterios de clasificación: 1) Puntos; 2) Partidos ganados; 3) Diferencia de gol; 4) Goles anotados; 5) Menor cantidad de tarjetas rojas; 6) Menor cantidad de tarjetas amarillas; 7) Sorteo.

### Grupo B
| Pos. | Equipo     | Pts. | PJ | G | E | P | GF | GC | Dif. | Clasificación                  |
| ---- | ---------- | ---- | -- | - | - | - | -- | -- | ---- | ------------------------------ |
| 1    | Tuna Luso  | 11   | 8  | 3 | 2 | 3 | 8  | 10 | −2   | Fase final.                    |
| 2    | Bragantino | 10   | 8  | 3 | 1 | 4 | 11 | 13 | −2   | Fase final.                    |
| 3    | Tapajós    | 9    | 8  | 2 | 3 | 3 | 6  | 7  | −1   | Fase final como mejor tercero. |
| 4    | Itupiranga | 8    | 8  | 2 | 2 | 4 | 10 | 17 | −7   |                                |

 Fuente: FPF
Criterios de clasificación: 1) Puntos; 2) Partidos ganados; 3) Diferencia de gol; 4) Goles anotados; 5) Menor cantidad de tarjetas rojas; 6) Menor cantidad de tarjetas amarillas; 7) Sorteo.

### Grupo C
| Pos. | Equipo       | Pts. | PJ | G | E | P | GF | GC | Dif. | Clasificación                  |
| ---- | ------------ | ---- | -- | - | - | - | -- | -- | ---- | ------------------------------ |
| 1    | Remo         | 14   | 8  | 3 | 5 | 0 | 9  | 4  | +5   | Fase final.                    |
| 2    | Castanhal    | 13   | 8  | 4 | 1 | 3 | 10 | 5  | +5   | Fase final.                    |
| 3    | Caeté        | 13   | 8  | 4 | 1 | 3 | 8  | 9  | −1   | Fase final como mejor tercero. |
| 4    | Independente | 11   | 8  | 3 | 2 | 3 | 9  | 8  | +1   |                                |

 Fuente: FPF
Criterios de clasificación: 1) Puntos; 2) Partidos ganados; 3) Diferencia de gol; 4) Goles anotados; 5) Menor cantidad de tarjetas rojas; 6) Menor cantidad de tarjetas amarillas; 7) Sorteo.

### Mejores terceros
| Pos. | Grp. | Equipo      | Pts. | PJ | G | E | P | GF | GC | Dif. | Clasificación |
| ---- | ---- | ----------- | ---- | -- | - | - | - | -- | -- | ---- | ------------- |
| 1    | C    | Caeté       | 13   | 8  | 4 | 1 | 3 | 8  | 9  | −1   | Fase final.   |
| 2    | B    | Tapajós     | 9    | 8  | 2 | 3 | 3 | 6  | 7  | −1   | Fase final.   |
| 3    | A    | Paragominas | 7    | 8  | 1 | 4 | 3 | 8  | 10 | −2   |               |

 Fuente: FPF
Criterios de clasificación: 1) Puntos; 2) Partidos ganados; 3) Diferencia de gol; 4) Goles anotados; 5) Menor cantidad de tarjetas rojas; 6) Menor cantidad de tarjetas amarillas; 7) Sorteo.

### Resultados
| Local \ Visitante | AGM | AMA | PAR | PAY | BRA | ITU | TAP | TUN | CAE | CAS | IND | REM |
| ----------------- | --- | --- | --- | --- | --- | --- | --- | --- | --- | --- | --- | --- |
| Águia de Marabá   | —   | —   | —   | —   | —   | —   | 2–1 | 1–1 | —   | 1–0 | 0–0 | —   |
| Amazônia          | —   | —   | —   | —   | —   | 1–1 | —   | 2–4 | 0–1 | 0–0 | —   | —   |
| Paragominas       | —   | —   | —   | —   | 3–2 | —   | 1–1 | —   | —   | —   | 2–3 | 0–0 |
| Paysandu          | —   | —   | —   | —   | 3–1 | 4–0 | —   | —   | 2–0 | —   | —   | 1–1 |
| Bragantino        | 1–0 | 1–0 | —   | —   | —   | —   | —   | —   | —   | —   | 3–2 | 1–1 |
| Itupiranga        | 2–4 | —   | 1–1 | —   | —   | —   | —   | —   | 4–1 | —   | —   | 0–3 |
| Tapajós           | —   | 1–0 | —   | 0–0 | —   | —   | —   | —   | —   | 1–0 | 1–1 | —   |
| Tuna Luso         | —   | —   | 2–1 | 0–3 | —   | —   | —   | —   | 1–0 | 0–2 | —   | —   |
| Caeté             | 3–1 | —   | 0–0 | —   | 2–1 | —   | 1–0 | —   | —   | —   | —   | —   |
| Castanhal         | —   | —   | 1–0 | 4–0 | 2–1 | 1–2 | —   | —   | —   | —   | —   | —   |
| Independente      | —   | 0–1 | —   | 0–1 | —   | 2–0 | —   | 1–0 | —   | —   | —   | —   |
| Remo              | 1–1 | 1–0 | —   | —   | —   | —   | 2–1 | 0–0 | —   | —   | —   | —   |

### Orden de clasificación para Fase Final
| Pos. | N° | Equipo          | Pts. | PJ | G | E | P | GF | GC | Dif. |
| ---- | -- | --------------- | ---- | -- | - | - | - | -- | -- | ---- |
| 1.°  | 1  | Paysandu        | 17   | 8  | 5 | 2 | 1 | 14 | 6  | +8   |
| 1.°  | 2  | Remo            | 14   | 8  | 3 | 5 | 0 | 9  | 4  | +5   |
| 1.°  | 3  | Tuna Luso       | 11   | 8  | 3 | 2 | 3 | 8  | 10 | −2   |
| 2.°  | 4  | Castanhal       | 13   | 8  | 4 | 1 | 3 | 10 | 5  | +5   |
| 2.°  | 5  | Águia de Marabá | 12   | 8  | 3 | 3 | 2 | 10 | 9  | +1   |
| 2.°  | 6  | Bragantino      | 10   | 8  | 3 | 1 | 4 | 11 | 13 | −2   |
| 3.°  | 7  | Caeté           | 13   | 8  | 4 | 1 | 3 | 8  | 9  | −1   |
| 3.°  | 8  | Tapajós         | 9    | 8  | 2 | 3 | 3 | 6  | 7  | −1   |

Reglas de clasificación: 1) Puntos; 2) Partidos ganados; 3) Diferencia de gol; 4) Goles anotados; 5) Menor cantidad de tarjetas rojas; 6) Menor cantidad de tarjetas amarillas; 7) Sorteo.

## Fase final

#### Cuadro de desarrollo
|  | Cuartos de final  | Cuartos de final  | Cuartos de final  | Cuartos de final  | Cuartos de final  |   |       | Semifinales       | Semifinales       | Semifinales       | Semifinales       | Semifinales       |  |   | Final          | Final          | Final          | Final          | Final          |  |
|  | 19 al 23 de marzo | 19 al 23 de marzo | 19 al 23 de marzo | 19 al 23 de marzo | 19 al 23 de marzo |   |       | 26 al 30 de marzo | 26 al 30 de marzo | 26 al 30 de marzo | 26 al 30 de marzo | 26 al 30 de marzo |  |   | 3 y 6 de abril | 3 y 6 de abril | 3 y 6 de abril | 3 y 6 de abril | 3 y 6 de abril |  |
|  |                   |                   |                   |                   |                   |   |       |                   |                   |                   |                   |                   |  |   |                |                |                |                |                |  |
|  |                   |                   |                   |                   |                   |   |       |                   |                   |                   |                   |                   |  |   |                |                |                |                |                |  |
|  | 1                 | Paysandu          | 4                 | 1                 | 5                 |   |       |                   |                   |                   |                   |                   |  |   |                |                |                |                |                |  |
|  | 1                 | Paysandu          | 4                 | 1                 | 5                 |   |       |                   |                   |                   |                   |                   |  |   |                |                |                |                |                |  |
|  | 8                 | Tapajós           | 3                 | 0                 | 3                 |   |       |                   |                   |                   |                   |                   |  |   |                |                |                |                |                |  |
|  | 8                 | Tapajós           | 3                 | 0                 | 3                 |   | 1     | Paysandu          | 3                 | 2                 | 5                 |                   |  |   |                |                |                |                |                |  |
|  |                   |                   |                   |                   |                   |   | 1     | Paysandu          | 3                 | 2                 | 5                 |                   |  |   |                |                |                |                |                |  |
|  |                   |                   | 5                 | Águia de Marabá   | 1                 | 0 | 1     |                   |                   |                   |                   |                   |  |   |                |                |                |                |                |  |
|  | 4                 | Castanhal         | 5                 | Águia de Marabá   | 1                 | 0 | 1     | 0                 | 0                 | 0                 |                   |                   |  |   |                |                |                |                |                |  |
|  | 4                 | Castanhal         |                   |                   |                   |   |       |                   |                   | 0                 |                   |                   |  |   |                |                |                |                |                |  |
|  | 5                 | Águia de Marabá   | 0                 | 1                 | 1                 |   |       |                   |                   |                   |                   |                   |  |   |                |                |                |                |                |  |
|  | 5                 | Águia de Marabá   | 0                 | 1                 | 1                 |   |       |                   |                   |                   |                   |                   |  | 1 | Paysandu       | 0              | 3              | 3              |                |  |
|  |                   |                   |                   |                   |                   |   |       |                   |                   |                   |                   |                   |  | 1 | Paysandu       | 0              | 3              | 3              |                |  |
|  |                   |                   | 2                 | Remo              | 3                 | 1 | 4     |                   |                   |                   |                   |                   |  |   |                |                |                |                |                |  |
|  | 2                 | Remo              | 2                 | Remo              | 3                 | 1 | 4     | 1                 | 4                 | 5                 |                   |                   |  |   |                |                |                |                |                |  |
|  | 2                 | Remo              |                   |                   |                   |   |       |                   |                   | 5                 |                   |                   |  |   |                |                |                |                |                |  |
|  | 7                 | Caeté             | 1                 | 0                 | 1                 |   |       |                   |                   |                   |                   |                   |  |   |                |                |                |                |                |  |
|  | 7                 | Caeté             | 1                 | 0                 | 1                 |   | 2     | Remo (p)          | 2                 | 0                 | 2 (4)             |                   |  |   |                |                |                |                |                |  |
|  |                   |                   |                   |                   |                   |   | 2     | Remo (p)          | 2                 | 0                 | 2 (4)             |                   |  |   |                |                |                |                |                |  |
|  |                   |                   | 3                 | Tuna Luso         | 1                 | 1 | 2 (2) |                   |                   |                   |                   |                   |  |   |                |                |                |                |                |  |
|  | 3                 | Tuna Luso         | 3                 | Tuna Luso         | 1                 | 1 | 2 (2) | 1                 | 4                 | 5                 |                   |                   |  |   |                |                |                |                |                |  |
|  | 3                 | Tuna Luso         |                   |                   |                   |   |       |                   |                   | 5                 |                   |                   |  |   |                |                |                |                |                |  |
|  | 6                 | Bragantino        | 1                 | 0                 | 1                 |   |       |                   |                   |                   |                   |                   |  |   |                |                |                |                |                |  |
|  | 6                 | Bragantino        | 1                 | 0                 | 1                 |   |       |                   |                   |                   |                   |                   |  |   |                |                |                |                |                |  |
|  |                   |                   |                   |                   |                   |   |       |                   |                   |                   |                   |                   |  |   |                |                |                |                |                |  |

|  | Tercer lugar   |                 |   |   |       |  |
|  | 2 y 6 de abril |                 |   |   |       |  |
|  |                |                 |   |   |       |  |
|  | 3              | Tuna Luso (p)   | 2 | 3 | 5 (4) |  |
|  | 3              | Tuna Luso (p)   | 2 | 3 | 5 (4) |  |
|  | 5              | Águia de Marabá | 3 | 2 | 5 (2) |  |
|  | 5              | Águia de Marabá | 3 | 2 | 5 (2) |  |

Nota: El equipo que ocupa la primera línea es el que define la serie como local.
| Bandera del estado de Pará |
| Campeón                    |
| Remo 47.° título           |

## Clasificación final
| Pos. | Equipo          | Pts. | PJ | G  | E | P | GF | GC | Dif. | Clasificación                          |
| ---- | --------------- | ---- | -- | -- | - | - | -- | -- | ---- | -------------------------------------- |
| 1.°  | Remo (C)        | 24   | 14 | 6  | 6 | 2 | 20 | 10 | +10  | Copa de Brasil 2023 y Copa Verde 2023. |
| 2.°  | Paysandu        | 32   | 14 | 10 | 2 | 2 | 27 | 14 | +13  | Copa de Brasil 2023 y Copa Verde 2023. |
| 3.°  | Tuna Luso       | 21   | 14 | 6  | 3 | 5 | 20 | 18 | +2   | Copa de Brasil 2023 y Serie D 2023.    |
| 4.°  | Águia de Marabá | 19   | 14 | 5  | 4 | 5 | 17 | 19 | −2   | Copa de Brasil 2023 y Serie D 2023.    |
| 5.°  | Castanhal       | 14   | 10 | 4  | 2 | 4 | 10 | 6  | +4   | Copa Verde 2023.                       |
| 6.°  | Caeté           | 14   | 10 | 4  | 2 | 4 | 9  | 14 | −5   |                                        |
| 7.°  | Bragantino      | 11   | 10 | 3  | 2 | 5 | 12 | 18 | −6   |                                        |
| 8.°  | Tapajós         | 9    | 10 | 2  | 3 | 5 | 9  | 12 | −3   |                                        |
| 9.°  | Independente    | 11   | 8  | 3  | 2 | 3 | 9  | 8  | +1   |                                        |
| 10.° | Itupiranga      | 8    | 8  | 2  | 2 | 4 | 10 | 17 | −7   |                                        |
| 11.° | Paragominas     | 7    | 8  | 1  | 4 | 3 | 8  | 10 | −2   | Segunda División 2023.                 |
| 12.° | Amazônia        | 5    | 8  | 1  | 2 | 5 | 4  | 9  | −5   | Segunda División 2023.                 |

Reglas de clasificación: 1) Puntos; 2) Partidos ganados; 3) Diferencia de gol; 4) Goles anotados; 5) Menor cantidad de tarjetas rojas; 6) Menor cantidad de tarjetas amarillas; 7) Sorteo.

Nota: Los cupos de clasificación para la Serie D 2023 pasaron a manos de Tuna Luso y Águia de Marabá, debido a que Remo y Paysandu disputan la Serie C en 2022.